# Семаковське – Ямбург
Семаковське – Ямбург – газопровід, за допомогою якого забезпечили видачу продукції гігантського Семаковського родовища.
Трубопровід, що став до ладу в 2022 році, пярмує від установки підготовки родовища до компресорної станції на унікальному Ямбурзькому родовищі, від якої беруть початок потужні газотранспортні системи Ямбург – Тула, «Прогрес», Ямбург – Єлець, Ямбург – Поволжя. Він має довжину 122 км, діаметр 1000 мм та розрахований на робочий тиск 7,4 МПа.